# Ignatius Ganago
Ignatius Kpene Ganago, född 16 februari 1999, är en kamerunsk fotbollsspelare som spelar för New England Revolution, på lån från Nantes.

## Klubbkarriär
Ganago debuterade för Nice i Ligue 1 den 9 september 2017 i en 4–0-vinst över Monaco, där han blev inbytt i den 74:e minuten mot Mario Balotelli och därefter även gjorde sitt första mål för klubben.
Den 10 juli 2020 värvades Ganago av Lens, där han skrev på ett fyraårskontrakt. Den 1 september 2022 värvades Ganago av Nantes, där han skrev på ett fyraårskontrakt.
Den 10 januari 2025 lånades Ganago ut till Major League Soccer-klubben New England Revolution på ett låneavtal fram till sommaren. Låneavtalet innefattar en köpoption samt en förlängning med sex månader ifall vissa kriterier kring speltid uppfylls.

## Landslagskarriär
Ganago debuterade för Kameruns landslag den 12 oktober 2019 i en 0–0-match mot Tunisien.
I december 2021 blev Ganago uttagen i Kameruns trupp till Afrikanska mästerskapet 2021.